# Restio strobilifer
Restio strobilifer är en gräsväxtart som beskrevs av Carl Sigismund Kunth. Restio strobilifer ingår i släktet Restio och familjen Restionaceae. Inga underarter finns listade i Catalogue of Life.